# Oxytenanthera abyssinica
L'Oxytenanthera abyssinica és una espècie de bambú, del gènere Oxytenanthera de la família de les poàcies, ordre de les poals, subclasse Commelinidae, classe Liliopsida, divisió dels magnoliofitins. Conegué una espúria fama quan va ser presentada al Ministre d'Hisenda britànic Gordon Brown com la mil milionèsima llavor (de 18.000 espècies diferents) que s'incorporava al Millennium Seed Bank del Royal Botanic Gardens de Kew (al devora de Londres).

## Característiques
Tiges en ziga-zaga. Demana un bon drenatge del sòl i sobreviu als incendis en el seu hàbitat natural.

## Hàbitat
És una de les 20 espècies natives de bambú de l'Àfrica (Sudan i Moçambic).

## Propagació
Com en la majoria dels bambús, les llavors són escasses, i la reproducció vegetativa per divisió de rizomes segueix sent la més eficaç.

## Usos
S'utilitza en la producció d'alcohol; en algunes parts de Tanzània les dones l'empren en la producció d'una cervesa local que els és una font important d'ingressos. També s'usa localment en la fabricació de cistells per al transport d'aliments peribles com els tomàquets. Com a material de construcció s'utilitza en les bastides, mobles, construcció en general de la casa, i tanques. Les tiges més petites s'utilitzen en la fabricació de tubs, fletxes i càlams per a cal·ligrafia (en aquest ús rep en llengua wòlof el nom de Waax). També s'utilitza en la rehabilitació d'entorns degradats i en la lluita contra l'erosió del sòl.